# 酿酒

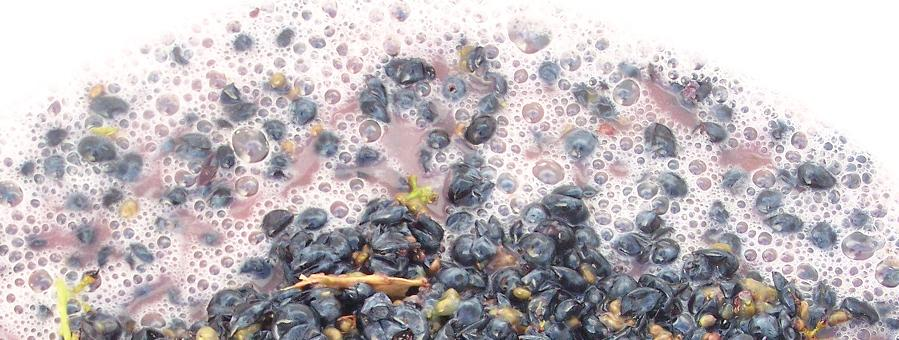
葡萄酒釀製时发酵的葡萄

酿酒，是指应用酒精发酵等的手段生产含有酒精饮料的过程。根据原料和加工方式的不同，酿酒使用的微生物以及酿酒的过程各异。

## 历史

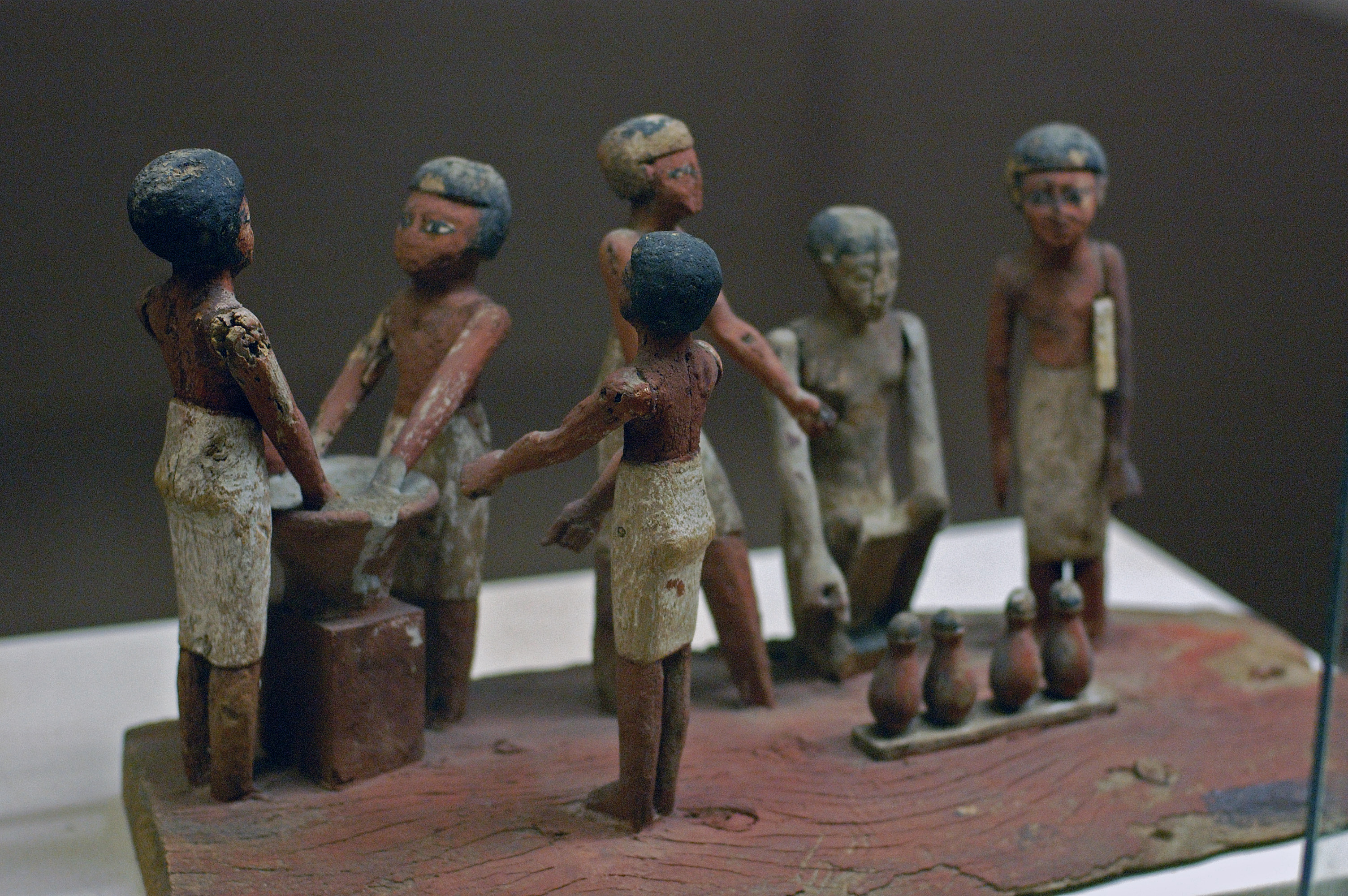
埃及人制作啤酒的木像，玫瑰十字埃及博物馆

酿酒是世界上最古老的食品加工方式之一，发酵也是人类较早接触的一种生物化学反应。酿酒的历史可追溯到新石器时代，伊朗西部的札格罗斯山脉的戈丁山丘一带苏美人留下了啤酒的制作方法的相关文献。此外，已出土的文物中记载了一首《给女神宁卡西的圣歌》，提到了美索不达米亚平原的啤酒酿造技术。
在古代中国，酿酒在夏朝或者以前可能已经存在。 一种说法为仪狄发明了酿酒的方法。 另一则传说则认为酿酒始于杜康。。到了周代，酿酒已发展出规模，并设置有专门管理酿酒的“酒正”、“酒人”、“郁人”、“浆人”、“大酋”等管职；《周礼》中有记载“ 五齐”、“ 三酒” 等酒名。1987年在中国河南东南部商代墓地賈湖遺址出土古酒，是古代中国人已掌握酿酒技术的最早记录，也是目前世界上發現最早釀造酒類的古人類遺址。

## 酿酒工业
酿酒主要指的是通过将含有淀粉的谷物浸泡在水中，通过酒精发酵过程产生酒精以及其它有机物的过程，在古埃及和美索不达米亚，这项技术已经相当成熟。两次工业革命后，尤其在法国微生物学家路易·巴斯德发现酵母后，酿酒技术被大大革新，酿酒行业内的主体也由家庭作坊转变为统一、大规模生产酒精饮料的现代酒厂。如今，酿酒工业已经发展成为全球化的产业，包括许多跨国公司和成千上万的小生产者，每年为世界经济作出数十亿美元的贡献。
酒可以按生产加工方式大体分为酿酒、蒸馏酒和再制酒三类，酿酒的酒精含量一般在20%以下，而以制酒时所采用的原料为区分依据，酿酒可再分为：谷物酒（如啤酒）、果酒和乳品酒（如马奶酒）三类，果酒中的葡萄酒种类繁多，一般又可分为不起泡葡萄酒及气泡葡萄酒两大类；蒸馏酒指的是对经微生物发酵后的酒液用蒸馏方式处理所得的馏出液，酒精浓度一般介于20%至80%间，著名的蒸馏酒有茅台、白兰地、威士忌、朗姆酒、韩国烧酒等。葡萄酒产业在世界各地分布广泛，主要产地有法国、意大利、南非、智利、澳大利亚等；由于气候、种植情况等因素在不同的年份有显著区别，葡萄酒一般被标上年份，并以此为判定质量的指标。香料、水果、药材等调味剂也被广泛应用于酿酒工业，再制酒即为酿酒和蒸馏酒混合调配并加上各种调味剂的酒品。
此外，酿酒工业也涉及茶叶、酱油、蜂蜜等食品或调味品的生产。